# Джон Секада
Хуан Франсиско Секада (на испански: Juan Francisco Secada), по-известен като Джон Секада (на английски: Jon Secada) е кубински поп изпълнител, роден на 4 октомври, 1961 г. в Хавана, Куба. Семейството му се мести в САЩ през 1971 г. и се установява в Хаялия, Флорида. Секада е носител на награда Грами и е продал общо 20 милиона копия от своите албуми и сингли. Едни от най-популярните му хитове са „Just Another Day“ („Само още един ден“), „Do You Believe in Us“ („Вярваш ли в нас“) и „If You Go“ („Ако си отидеш“).

## Дискография

### Албуми
- „Jon Secada“ – 1992 г.
- „Otro Día Más Sin Verte“ – 1992 г.
- „Heart, Soul & a Voice“ – 1994 г.
- „Si Te Vas“ – 1994 г.
- „Amor“ – 1995 г.
- „Secada“ (на английски) – 1997 г.
- „Secada“ (на испански) – 1997 г.
- „Better Part Of Me“ – 2000 г.
- „The Gift“ – 2001 г.
- „Amanecer“ – 2002 г.
- „Same Dream“ – 2005 г.
- „A Christmas Fiesta“ – (на английски) 2007 г.
- „Una Fiesta Navidena“ – (на испански) 2007 г.

### Сингли
- „Just Another Day“ – 1992 г.
- „Do You Believe In Us“ – 1992 г.
- „Angel“ – 1992 г.
- „Tiempo Al Tiempo“ – 1993 г.
- „Sentir“ – 1993 г.
- „I'm Free“ – 1993 г.
- „Cree En Nuestro Amor“ – 1993 г.
- „Angel“ – 1993 г.
- „Whipped“ – 1994 г.
- „Solo Tu Imagen“ – 1994 г.
- „Si Te Vas“ – 1994 г.
- „If You Go“ – 1994 г.
- „Mental Picture“ – 1995 г.
- „If I Never Knew You“ с Shanice – 1995 г.
- „Es Por Ti“ – 1996 г.
- „Too Late Too Soon“ – 1997 г.
- „La Magia De Tu Amor“ – 1997 г.
- „Amándolo“ – 1997 г.
- „Stop/Así“ – 2000 г.
- „Si No Fuera Por Ti“ – 2002 г.
- „Por Amor“ с Глория Естефан – 2003 г.
- „Window To My Heart“ – 2006 г.
- „Free“ – 2006 г.